# Charles van Commenée
Charles Hugo van Commenée (Amsterdam, 22 juni 1958) is een Nederlandse sportbestuurder en atletiekcoach, die vanaf 2008 tot en met 2012 (als hoofdcoach) voor de tweede maal werkzaam was bij de Britse atletiekbond (de eerste keer van 2001 tot en met 2004 als technisch directeur). Eerder bekleedde hij de functie van technisch directeur bij de Nederlandse overkoepelende sportfederatie NOC*NSF. Tevens was hij actief als chef de mission van de Nederlandse afvaardiging op de Olympische Spelen van 2008 in Peking.
Hoewel de Olympische Spelen in 2012 voor de Britse atleten enorm succesvol verliepen ('Super Saturday', de dag waarop binnen 45 minuten drie gouden atletiekmedailles werden behaald, werd door de BBC uitgeroepen tot het beste moment in de geschiedenis van de Britse sport), besloot Van Commenée toch te vertrekken; het door hemzelf van tevoren gestelde doel om acht olympische medailles te veroveren, was immers niet gehaald. Van oktober 2018 tot oktober 2022 is hij werkzaam als hoofdcoach bij de Atletiekunie.

## Loopbaan
Op negentienjarige leeftijd zag Van Commenée zich door een aantal blessures genoodzaakt een punt achter zijn carrière als sporter te zetten. Hij doorliep vervolgens na zijn opleiding aan de ALO in Amsterdam alle opleidingen binnen de atletiek en werd uiteindelijk bondscoach van het Britse nationale team. Zijn atleten, waaronder Huang Zhihong, Denise Lewis en Kelly Sotherton wonnen diverse medailles op wereldkampioenschappen en Olympische Spelen. In 2001 werd hij als eerste buitenlander opgenomen in the British Coaching Hall of Fame.
Vanaf 2001 was de Amsterdammer actief als technisch directeur bij de Britse atletiekbond. Zijn werk daar werd door veel Britse trainers geprezen. Hij koos er echter voor terug te keren naar Nederland om Joop Alberda op te volgen als technisch directeur van NOC*NSF.
Medio 2005 maakte NOC*NSF bekend Van Commenée te hebben aangesteld als chef de mission van het Nederlandse olympische team op de Olympische Spelen van 2008 in Peking. Hij was hiermee de eerste technische directeur die deze functie zou vervullen, iets waar de sportbond voor had gekozen in het kader van het professionaliseringsproces. De Amsterdammer volgde Peter Vogelzang op, die samen met onder meer Jan Loorbach verantwoordelijk was geweest voor de Nederlandse ploeg op de Olympische Spelen van 2004 in Athene.
De Spelen van 2008 waren voor Nederland succesvol, met zeven gouden medailles en een twaalfde plaats op de medaillespiegel. Desondanks maakte Van Commenée na afloop bekend een aanbod van de Britse atletiekbond te hebben aangenomen om als hoofdcoach te komen werken, om het team voor te bereiden op de Olympische Spelen, 'thuis' in Londen. Zijn vertrek werd binnen de Nederlandse sportwereld met teleurstelling ontvangen.
Op 9 december bevestigde het NOC*NSF, dat voormalig hockeytrainer Maurits Hendriks Van Commenées functie als technisch directeur en chef de mission voor de eerstvolgende Zomerspelen over zou nemen. Eerder was al bekendgemaakt, dat Henk Gemser laatstgenoemde functie zou vervullen voor de Olympische Winterspelen van 2010 in Vancouver.
Tussen 1 oktober 2018 en oktober 2022 fungeerde Van Commenée als hoofdcoach van de Nederlandse Atletiekunie. De Nederlandse atletiek kende in die periode een ongekende bloeiperiode waarin de toegenomen professionaliteit werd geroemd en als hoogtepunt acht medailles werden gevierd die werden gewonnen op de Olympische Spelen van Tokio in 2021. Een van de andere hoogtepunten betrof de Europese indoorkampioenschappen in 2021 toen Nederland als eerste eindigde in het landenklassement en onder andere beide estafettes werden gewonnen.
In artikelen in NRC en Trouw meldden enkele journalisten in oktober 2022 dat zij 25 atleten, coaches en andere betrokkenen gesproken hadden waarvan zes Van Commenée en technisch directeur Ad Roskam beschuldigden van intimidatie, verbale agressie, pestgedrag, kleineren en aanmoedigden tot gebruik van verboden middelen. Van Commenée is dan inmiddels, per 1 oktober 2022, gestopt als hoofdcoach van de Atletiekunie, nadat hij en Roskam dat in juni hadden aangekondigd. Roskam vertrekt pas drie maanden later.
Topatleten als Sifan Hassan, Churandy Martina, Femke Bol en Lieke Klaver distantieerden zich in een gezamenlijke verklaring van het beeld van de cultuur binnen de Nederlandse atletiek zoals geschilderd in Trouw/NRC en stelden dat hun ethische grenzen nooit zijn overschreden en dat ze altijd integer zijn behandeld.
De Atletiekunie verklaarde al snel dat er nooit meldingen tegen Van Commenee zijn gedaan en dat atleten onbedoeld zijn betrokken in de weergave van NRC/Trouw. Uit onderzoek van de Atletiekunie bleek bovendien dat er geen sprake van is geweest dat Van Commenee dopingrichtlijnen zou hebben overtreden.
Van Commenee kondigde een kort geding aan tegen atleet Tony van Diepen die hem in het artikel van NRC/Trouw had beschuldigd van het aanmoedigen tot het gebruik van schildklierhormoonmedicijn (Thyrax). De rechtszaak werd ingetrokken nadat als resultaat van een bemiddelingsproces een verklaring van Van Diepen en Van Commenee publiek werd gemaakt waarin gesteld werd dat er noch sprake was geweest van aanmoediging tot gebruik van Thyrax of andere middelen, noch dat Van Commenee er positief over had gesproken.
Na het stoppen als hoofdcoach van de Atletiekunie bleef Van Commenee actief binnen de atletiek als assistent-coach van Anouk Vetter, de zilveren medaillewinnares bij de OS van Tokio en Katharina Johnson-Thompson, de wereldkampioene zevenkamp van 2023.
In September 2023 verschijnt van zijn hand het ‘Handboek Topsport’ waarin Van Commenée gangbare processen binnen de topsport duidt en deze naast de tijdgeest van 2023 plaatst. Het boek wordt aanbevolen door zestig prominenten als Guus Hiddink, Sifan Hassan, Sarina Wiegman, Jeroen Otter en Merijn Zeeman.